# Irene Cardona Bacas
Irene Cardona Bacas (Càceres, 28 d'agost de 1973) és una directora de cinema espanyola. Va néixer a Extremadura de pare i avi eivissencs. Va viure a Navalmoral de la Mata fins al 1991. El 1994 va rebre una beca per estudiar a l'Escola Internacional de Cinema i Televisió de San Antonio de los Baños (Cuba), on el 1996 es graduava en guió i direcció. Va tornar a Espanya i es va llicenciar en Ciències de la Imatge a la Universitat Complutense de Madrid, alhora que estudiava a l'Estudi de formació d'actors de Juan Carlos Corazza.
Va començar dirigint curtmetratges, el més destacat dels quals, La cigueña, fou guardonat amb el Premi Extremadura a la Creació el 2002 i fou emès a Washington en una mostra de directores espanyoles, mentre que La batalla de Badajoz va rebre el Premi del Consell Assessor de RTVE a Extremadura. Ha treballat com a guionista al programa Versión española de TVE. El 2008 va rodar el seu primer i únic llargmetratge, Un novio para Yasmina, amb el qual va guanyar el premi de l'audiència i les Bisnagues de Plata a la millor pel·lícula i a la millor actriu al Festival de Màlaga i era nominada al Goya al millor director novell.

## Filmografia
- La cigüeña (2002)
- La Batalla de Badajoz (2005)
- Después de la Batalla (2007)
- Un novio para Yasmina (2008)
- Amigas íntimas (2016)